# Златоустівський трамвай
Златоустівський трамвай — діюча трамвайна мережа міста Златоуст, Челябінська область, Росія.

## Історія
Перші плани з будівництва трамваїв у Златоусті були створені у 1928. У 1934 році проєкт було схвалено і 20 квітня розпочато будівництво лінії до металургійного заводу. П'ять днів по тому, розпочато будівництво трамвайного депо на 20 вагонів. Відкриття лінії завдовжки 5.8 км — 25 грудня 1934. Відкрита лінія мала 11 зупинок і нею курсувало 7 вагонів. У 1935 році почалося будівництво другої лінії до залізничного вокзалу, будівництво якого було завершене 23 лютого 1936.

## Мережа
Мережа трамвая Златоуста складається з трьох ліній, які сходяться біля Драматичного театру: лінія в північно-західному напрямку до металургійного заводу, лінія в північно-східному напрямку до вокзалу, лінія в південному напрямку до нових житлових масивів.

### Маршрути
- 1 — Машинобудівник — Університет.
- 2 — Трамвайне управління — ПУ-35 (сезонний, призначається дуже рідко).
- 3 — пл. Металургів — ПУ-35.
- 4 — завод «Булат» — Машинобудівник (закритий).
- 5 — Педучилище — Інститут (закритий).
- Маршрути 4 і 5 представляли собою укорочені варіанти маршруту 1.

## Рухомий склад
| Тип      | Штук |
| -------- | ---- |
| KTM-5    | 23   |
| KTM-5A   | 21   |
| KTM-8KM  | 13   |
| KTM-19KT | 8    |
| KTM-8K   | 5    |
| KTM-19A  | 1    |

## Ресурси Інтернету
- Strona o tramwajach w Złatouście [undefined] Помилка: {{Lang}}: немає тексту (допомога)
- transphoto.ru [Архівовано 16 листопада 2015 у Wayback Machine.]